# Тангки
Тангки (хокло 童乩 tâng-ki) — род шамана или медиума у народа хокло. Распространён в Фуцзяни, на Тайване, в Чаошане, а также в диаспоре хокло и чаошаньцев в Юго-Восточной Азии.

## Этимология
По мнению Джерри Нормана и Мэй Цзулинь, элемент 童 tâng из 童乩 tâng-ki имеет австроазиатское происхождение и связан с вьетнамским đồng [ɗəwŋ˨˩] «шаман, медиум» и монскими ဒေါၚ် tòŋ «шаман» и ဒံၚ် tòŋ «прыгать; плясать (будучи одержимым демонами)», однако Лорен Сагар считает их созвучие простым совпадением.

## Ритуалы
Тангки совершают ритуалы, в которых становятся одержимы божествами или духами (этот процесс называется кхитан, 起童 khí-tâng). Тангки может устно передавать слова божеств, заниматься гаданием на песке, совершать экзорцизм (часто прибегая при этом к самоистязаниям).